# Atheist Foundation of Australia
L'Atheist Foundation of Australia (abrégé AFA), ou en français la Fondation athée d'Australie est une fondation nationale australienne créée en 1970. Héritière de la Rationalist Association of South Australia, elle changea de nom pour mieux décrire la philosophie sur laquelle elle reposait, à savoir l'athéisme.
La Fondation définit l'athéisme comme « L'acceptation qu'il n'existe aucune preuve scientifique crédible ou valable concernant l'existence d'un dieu, de dieux, ou du surnaturel ». Elle rejette la croyance en Dieu, au surnaturel et aux superstitions en général. Elle considère par ailleurs les religions comme inutiles et souvent dangereuses. Elle promeut la méthode scientifique et la découverte des lois physiques, afin de mieux cerner le Réel. La Fondation pense que les humains sont rationnels et éthiques, capables de contribuer par leur créativité et leur morale à une société meilleure. Elle publie, six fois par an, la revue The Australian Atheist.

## Contexte
D'après le dernier sondage national d'envergure mené en Australie, le pourcentage de non-croyants en Australie s'élève à 22,3%, représentant le second groupe après les chrétiens.

## Actions publiques
La Fondation organise en 2010 la Convention athée mondiale en association avec l'Alliance internationale athée, et apporte son aide à la mise en place de la Global Atheist Convention de 2012.